# Wereldbeker schaatsen 1992/1993
De wereldbeker schaatsen 1992/1993 was een internationale schaatscompetitie verspreid over het schaatsseizoen 1992–1993. Het was de derde editie van de World Cup die bestaat uit een aantal schaatswedstrijden op verschillende afstanden die gedurende de winterperiode worden gehouden op verschillende schaatsbanen. Per worldcupwedstrijd kan een schaatser punten verdienen en aan het eind van de cyclus is de winnaar die schaatser die in het eindklassement bovenaan staat.

## Kalender
| Plaats                     | Datum                 | 500m     | 1000m | 1500m | 3km/5km | 5km/10km |
| -------------------------- | --------------------- | -------- | ----- | ----- | ------- | -------- |
| Berlijn (Hohenschönhausen) | 28–29 november 1992   |          |       | 1x    | 1x      | 1x*      |
| Helsinki                   | 5–6 december 1992     |          |       | 1x    | 1x      | 1x*      |
| Karuizawa                  | 5–6 december 1992     | 2x       | 2x    |       |         |          |
| Seoel                      | 12–13 december 1992   | 2x       | 2x    |       |         |          |
| Innsbruck                  | 16–17 januari 1993**  | 2x       | 1x    | 1x    | 1x      |          |
| Davos                      | 16–17 januari 1993*   | 1x       | 1x    | 1x    | 1x      |          |
| Baselga di Pinè            | 6–7 februari 1993**   | 2x       | 2x    |       |         |          |
| Göteborg                   | 20–21 februari 1993** |          |       | 1x    | 1x      |          |
| Inzell                     | 5–7 maart 1993        | 1x* 2x** | 1x    | 1x    | 1x      |          |
| Heerenveen                 | 13–14 maart 1993      | 2x       | 1x    | 1x    | 1x      | 1x       |

* Alleen voor vrouwen
** Alleen voor mannen

## Eindklassementen mannen

### 500 meter
Eindstand na twaalf wedstrijden.
| Positie | Schaatser          | Punten |
| ------- | ------------------ | ------ |
| Goud    | Dan Jansen         | 229    |
| Zilver  | Sergej Klevtsjenja | 210    |
| Brons   | Igor Zjelezovski   | 196    |
| 4       | Yasunori Miyabe    | 186    |
| 5       | Aleksandr Goloebev | 183    |
| 6       | Yukinori Miyabe    | 127    |
| 7       | Sean Ireland       | 126    |
| 8       | Viktor Tsjoepira   | 109    |
| 9       | Manabu Horii       | 96     |
| 10      | Kim Yoon-man       | 91     |

### 1000 meter
Eindstand na negen wedstrijden.
| Positie | Schaatser          | Punten |
| ------- | ------------------ | ------ |
| Goud    | Igor Zjelezovski   | 200    |
| Zilver  | Dan Jansen         | 169    |
| Brons   | Sergej Klevtsjenja | 126    |
| 4       | Viktor Tsjoepira   | 113    |
| 5       | Roland Brunner     | 109    |
| 6       | Sean Ireland       | 107    |
| 7       | Sylvain Bouchard   | 91     |
| 8       | Yukinori Miyabe    | 88     |
| 9       | Gerard van Velde   | 86     |
| 10      | Nico van der Vlies | 75     |

### 1500 meter
Eindstand na zes wedstrijden.
| Positie | Schaatser          | Punten |
| ------- | ------------------ | ------ |
| Goud    | Rintje Ritsma      | 112    |
| Zilver  | Peter Adeberg      | 101    |
| Brons   | Falko Zandstra     | 98     |
| 4       | Arjan Schreuder    | 93     |
| 5       | Ådne Søndrål       | 76     |
| 6       | Johann Olav Koss   | 61     |
| 6       | Markus Tröger      | 61     |
| 8       | Toru Aoyanagi      | 60     |
| 9       | Michael Hadschieff | 58     |
| 10      | Bart Veldkamp      | 50     |

### 5000 & 10.000 meter
Eindstand na zeven wedstrijden (zes keer 5km en één keer 10km).
| Positie | Schaatser        | Punten |
| ------- | ---------------- | ------ |
| Goud    | Bart Veldkamp    | 141    |
| Zilver  | Johann Olav Koss | 133    |
| Brons   | Rintje Ritsma    | 109    |
| 4       | Falko Zandstra   | 99     |
| 5       | Kjell Storelid   | 86     |
| 6       | Jaromir Radke    | 84     |
| 7       | Jevgeni Sanarov  | 81     |
| 8       | Kazuhiro Sato    | 79     |
| 9       | Steinar Johansen | 70     |
| 10      | Thomas Bos       | 52     |
| 10      | Markus Tröger    | 52     |

## Eindklassementen vrouwen

### 500 meter
Eindstand na acht wedstrijden
| Positie | Schaatsster          | Punten |
| ------- | -------------------- | ------ |
| Goud    | Ye Qiaobo            | 175    |
| Zilver  | Bonnie Blair         | 152    |
| Brons   | Susan Auch           | 119    |
| 4       | Yoo Sun-hee          | 116    |
| 5       | Catriona LeMay-Doan  | 101    |
| 6       | Kyoko Shimazaki      | 98     |
| 7       | Christine Aaftink    | 86     |
| 8       | Peggy Clasen         | 81     |
| 9       | Anke Baier           | 80     |
| 10      | Edel Therese Høiseth | 71     |

### 1000 meter
Eindstand na zeven wedstrijden.
| Positie | Schaatsster          | Punten |
| ------- | -------------------- | ------ |
| Goud    | Bonnie Blair         | 139    |
| Zilver  | Anke Baier           | 115    |
| Brons   | Ye Qiaobo            | 108    |
| 4       | Christine Aaftink    | 96     |
| 5       | Seiko Hashimoto      | 85     |
| 5       | Edel Therese Høiseth | 85     |
| 7       | Sabine Völker        | 78     |
| 8       | Yoo Sun-hee          | 77     |
| 9       | Peggy Clasen         | 70     |
| 10      | Mihaela Dascălu      | 67     |

### 1500 meter
Eindstand na vijf wedstrijden.
| Positie | Schaatsster               | Punten |
| ------- | ------------------------- | ------ |
| Goud    | Gunda Niemann             | 100    |
| Zilver  | Emese Hunyady             | 88     |
| Brons   | Heike Warnicke-Schalling  | 80     |
| 4       | Svetlana Bazjanova        | 76     |
| 5       | Natalja Polozkova-Kozlova | 69     |
| 6       | Mihaela Dascălu           | 57     |
| 6       | Annamarie Thomas          | 57     |
| 8       | Bonnie Blair              | 54     |
| 9       | Else Ragni Yttredal       | 49     |
| 10      | Ewa Wasilewska-Borkowska  | 43     |

### 3000 & 5000 meter
Eindstand na acht wedstrijden (vijf keer 3km en drie keer 5km).
| Positie | Schaatsster              | Punten |
| ------- | ------------------------ | ------ |
| Goud    | Gunda Niemann            | 175    |
| Zilver  | Heike Warnicke-Schalling | 157    |
| Brons   | Emese Hunyady            | 127    |
| 4       | Carla Zijlstra           | 126    |
| 5       | Svetlana Bazjanova       | 121    |
| 6       | Elena Belci-Dal Farra    | 111    |
| 7       | Claudia Pechstein        | 91     |
| 8       | Mie Uehara               | 81     |
| 9       | Anja Mischke             | 55     |
| 10      | Jasmin Krohn             | 54     |

1985/1986 · 
1986/1987 · 
1987/1988 · 
1988/1989 · 
1989/1990 · 
1990/1991 · 
1991/1992 · 
1992/1993 · 
1993/1994 · 
1994/1995 · 
1995/1996 · 
1996/1997 · 
1997/1998 · 
1998/1999 · 
1999/2000 · 
2000/2001 · 
2001/2002 · 
2002/2003 · 
2003/2004 · 
2004/2005 · 
2005/2006 · 
2006/2007 · 
2007/2008 · 
2008/2009 · 
2009/2010 · 
2010/2011 · 
2011/2012 · 
2012/2013 · 
2013/2014 · 
2014/2015 ·
2015/2016 ·
2016/2017 ·
2017/2018 ·
2018/2019 ·
2019/2020 ·
2020/2021 ·
2021/2022 ·
2022/2023 ·
2023/2024 ·
2024/2025